# Nico Strahmann
Nico Strahmann (* 29. Dezember 1998 in Frankfurt am Main) ist ein deutscher American-Football-Spieler auf der Position des Wide Receivers für die Frankfurt Galaxy in der European League of Football (ELF).

## Werdegang

### Jugend
Strahmann spielte in seiner Jugend zunächst Fußball und Tennis, bis er 2013 in seiner Heimatstadt bei der Jugendmannschaft der Frankfurt Pirates mit American Football begann. Nachdem er 2014 ein Auslandsjahr in den USA machte, wo er die Layton Christian Academy, eine High School in Utah, besuchte, kehrte er zu den Pirates zurück. Außerdem schaffte er es 2015 in die Auswahlmannschaft des AFV Hessen, Hessen Pride, zu dessen MVP er anschließend gekürt wurde.
Zur Saison 2016 wechselte Strahmann in die GFL Juniors zur U19-Mannschaft der Wiesbaden Phantoms, für die er zwei Jahre spielte.
In seinem letzten Juniorenjahr wurde er darüber hinaus für den erweiterten Kader der deutschen U19-Nationalmannschaft nominiert, die anschließend in diesem Jahr den dritten Platz bei der Europameisterschaft belegte.

### Herren
Zwei Wochen nach Ende der GFLJ-Saison 2017 debütierte Strahmann in der Herrenmannschaft der Wiesbaden Phantoms in der GFL2. Von diesen wurde er sowohl als Wide Receiver als auch als Runningback, Cornerback, Returner, Kicker und Punter eingesetzt. Dies führte für Strahmann 2018 zur Auszeichnung als bester Offensivspieler des Teams und bester Rookie der Saison.
2019 erhielt Strahmann von der US-amerikanischen Central Methodist University in Fayette, Missouri, das Angebot, dort zu studieren und für die dortigen Eagles zu spielen, welches er annahm. Aufgrund des Ausbruchs der COVID-19-Pandemie 2020 war er allerdings gezwungen, nach Deutschland zurückzukehren und sein Studium nach nur einem Jahr wieder abzubrechen. Zwar erhielt er noch im selben Jahr einen Vertrag bei den Potsdam Royals in der GFL, da dessen Saison wegen der Pandemie jedoch ebenfalls ausfiel, konnte er dort keine Spieleinsätze verzeichnen.
Zur ersten Saison der neu gegründeten European League of Football (ELF) kehrte Strahmann in seine Heimatstadt zurück, da er von der Frankfurt Galaxy verpflichtet wurde. Am vierten Spieltag fing er seinen ersten Touchdown in der ELF gegen die Cologne Centurions. Er erreichte mit der Galaxy das erste ELF Championship Game, das die Frankfurter mit 32:30 gegen die Hamburg Sea Devils gewannen. Neben seiner Funktion als Wide Receiver wurde er ebenfalls auch als Kickoff Specialist eingesetzt. Sowohl 2022 und 2023 blieb Strahmann bei der Galaxy.

### Statistiken
| Jahr                                               | Team               | Spiele | Receiving | Receiving | Receiving | Receiving | Receiving |
| Jahr                                               | Team               | Spiele | Rec       | Tgt       | Yds       | Avg       | TD        |
| -------------------------------------------------- | ------------------ | ------ | --------- | --------- | --------- | --------- | --------- |
| German Football League 2                           |                    |        |           |           |           |           |           |
| 2017                                               | Wiesbaden Phantoms | 3      | 9         |           | 72        | 8,0       | 0         |
| 2018                                               | Wiesbaden Phantoms | 14     | 53        |           | 851       | 16,1      | 6         |
| 2019                                               | Wiesbaden Phantoms | 9      | 48        |           | 696       | 14,5      | 7         |
| GFL 2 Gesamt                                       | GFL 2 Gesamt       | 26     | 110       |           | 1.619     | 14,7      | 13        |
| European League of Football                        |                    |        |           |           |           |           |           |
| 2021                                               | Frankfurt Galaxy   | 10     | 32        | 37        | 370       | 11,6      | 4         |
| 2022                                               | Frankfurt Galaxy   | 12     | 30        | 43        | 454       | 15,1      | 2         |
| 2023                                               | Frankfurt Galaxy   | 12     | 48        | 73        | 669       | 13,9      | 8         |
| ELF Gesamt                                         | ELF Gesamt         | 34     | 110       | 153       | 1.493     | 13,6      | 14        |
| Quelle: stats.gfl.info, www.sportsmetrics.football |                    |        |           |           |           |           |           |

| Jahr                        | Team             | Spiele | Receiving | Receiving | Receiving | Receiving | Receiving |
| Jahr                        | Team             | Spiele | Rec       | Tgt       | Yds       | Avg       | TD        |
| --------------------------- | ---------------- | ------ | --------- | --------- | --------- | --------- | --------- |
| European League of Football |                  |        |           |           |           |           |           |
| 2021                        | Frankfurt Galaxy | 2      | 7         | 10        | 114       | 16,3      | 1         |
| 2023                        | Frankfurt Galaxy |        |           |           |           |           |           |
| ELF Gesamt                  | ELF Gesamt       | 2      | 7         | 10        | 114       | 16,3      | 1         |